# Nagi Matsumoto
Nagi Matsumoto (松本 凪生 Matsumoto Nagi?), född 4 september 2001 i Osaka prefektur, är en japansk fotbollsspelare.
Matsumoto började sin karriär 2018 i Cerezo Osaka.